# 셰쓰이
셰쓰이(중국어 간체자: 谢思埸, 정체자: 謝思埸, 병음: Xiè Sīyì, 한자음: 사사역, 1996년 3월 28일~)는 중화인민공화국의 다이빙 선수이다. 2020년 하계 올림픽에서 남자 3m 스프링보드와 3m 싱크로에서 금메달을 획득했으며 2024년 하계 올림픽에서 남자 3m 스프링보드 금메달을 획득했다.